# Bâtiment Gran Garaje
Le Gran Garaje est un bâtiment art nouveau datant de 1915, situé au centre-ville de Pontevedra en Espagne. 

## Localisation
L’édifice est situé 8 rue Benito Corbal, en plein centre piéton et commercial de la ville,  près de la place de la Herrería à Pontevedra en Espagne. 

## Histoire
Le bâtiment a été construit en 1915 dans l'ancienne rue Progreso, selon un projet de l'architecte Maximiliano Limeses Artime. Il a été bâti sur un terrain où il y avait quelques vieux garages. La construction du bâtiment a été faite pour servir de lieu d'arrêt des voitures à cheval.
Dans les anneés 1960, avec l'essor de l'automobile dans la ville, sa façade a été rénovée, le nouveau toit a été construit et le bâtiment a été rebaptisé Grand Garage, servant ainsi de parking payant d'une capacité de 75 véhicules (d'où son nom). Dans les années 1970, les parties latérales de l'entrée du bâtiment étaient utilisées comme deux petits magasins, l'un pour les souvenirs et l'autre pour les jouets. Dans les années 1980, années de grande spéculation immobilière dans la ville, il a été sauvé de la démolition pour la construction d'un immeuble de plusieurs étages alors que sa vente n'a pas abouti, laissant en vue les murs de séparation des grands immeubles qui l'entourent.
En 2014, le parking et les deux petits magasins à l'entrée ont été définitivement fermés. Après une rénovation complète de la façade et de l'intérieur, le bâtiment a été inauguré le 5 mai 2017 comme magasin de mode de la chaîne de vêtements Mango.

## Description
Le bâtiment présente une façade art nouveau et un intérieur vaste, spacieux et diaphane, en raison de la fonction initiale pour laquelle il a été conçu. Il a une superficie de 900 mètres carrés.
Il s'agit d'un bâtiment avec un rez-de-chaussée et un seul corps. La façade blanche comporte une grande porte carrée en bois encastrée au centre et deux portes allongées à arcs surbaissés sur chacun de ses côtés. Le toit, classé et protégé en tant qu'élément du patrimoine, se compose d'un lanterneau, un treillis et une pente de toit datant de 1965,.
La décoration art nouveau avec des motifs floraux est centrée au-dessus des 4 portes latérales. La frise du haut est abondamment décorée et la partie centrale de la façade au-dessus de la grande porte d'entrée est couronnée par un fronton circulaire encadré entre deux petites colonnes, sous lequel se trouve l'inscription en relief Gran Garaje.

## Galerie d'images

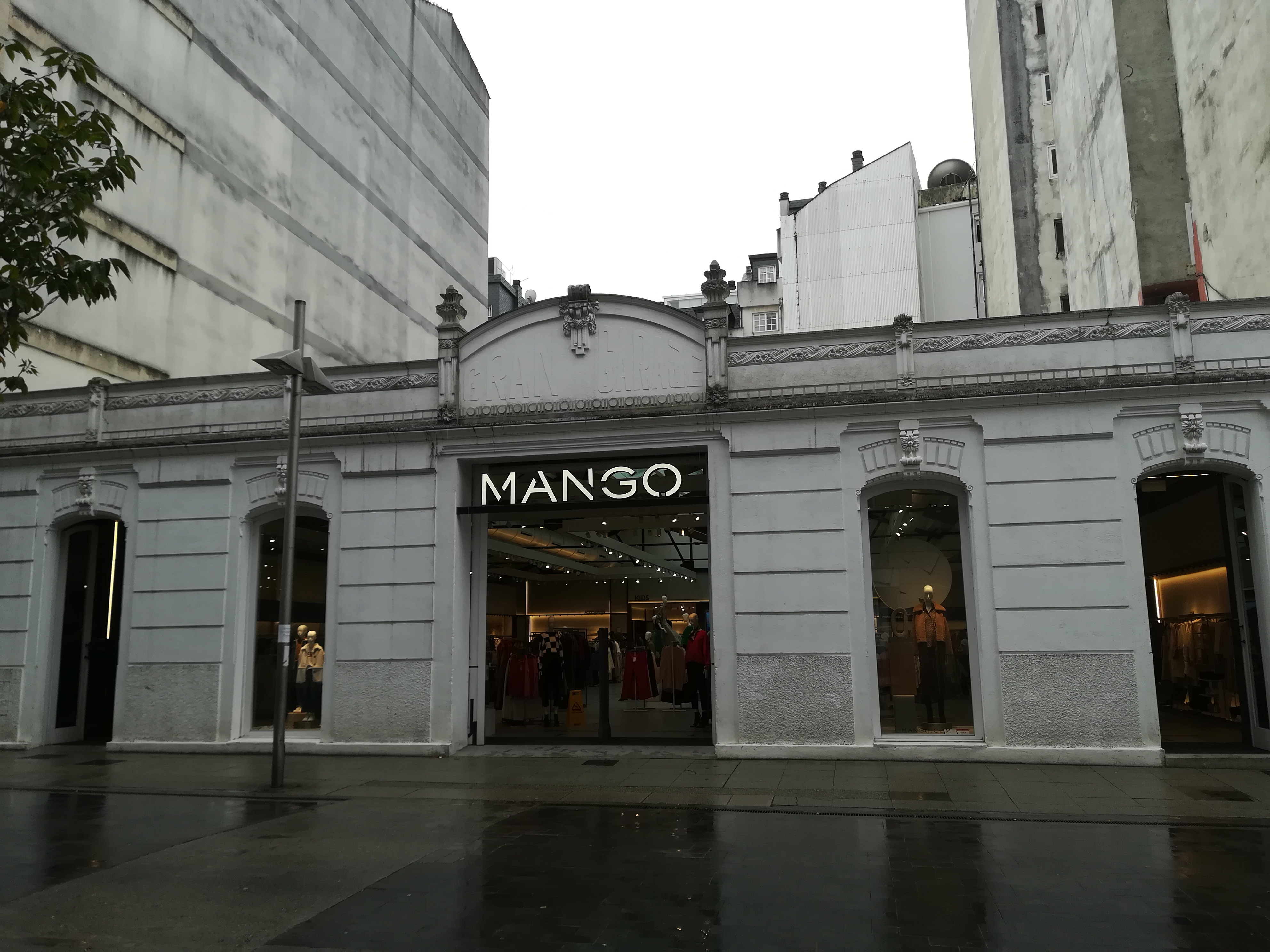
Façade
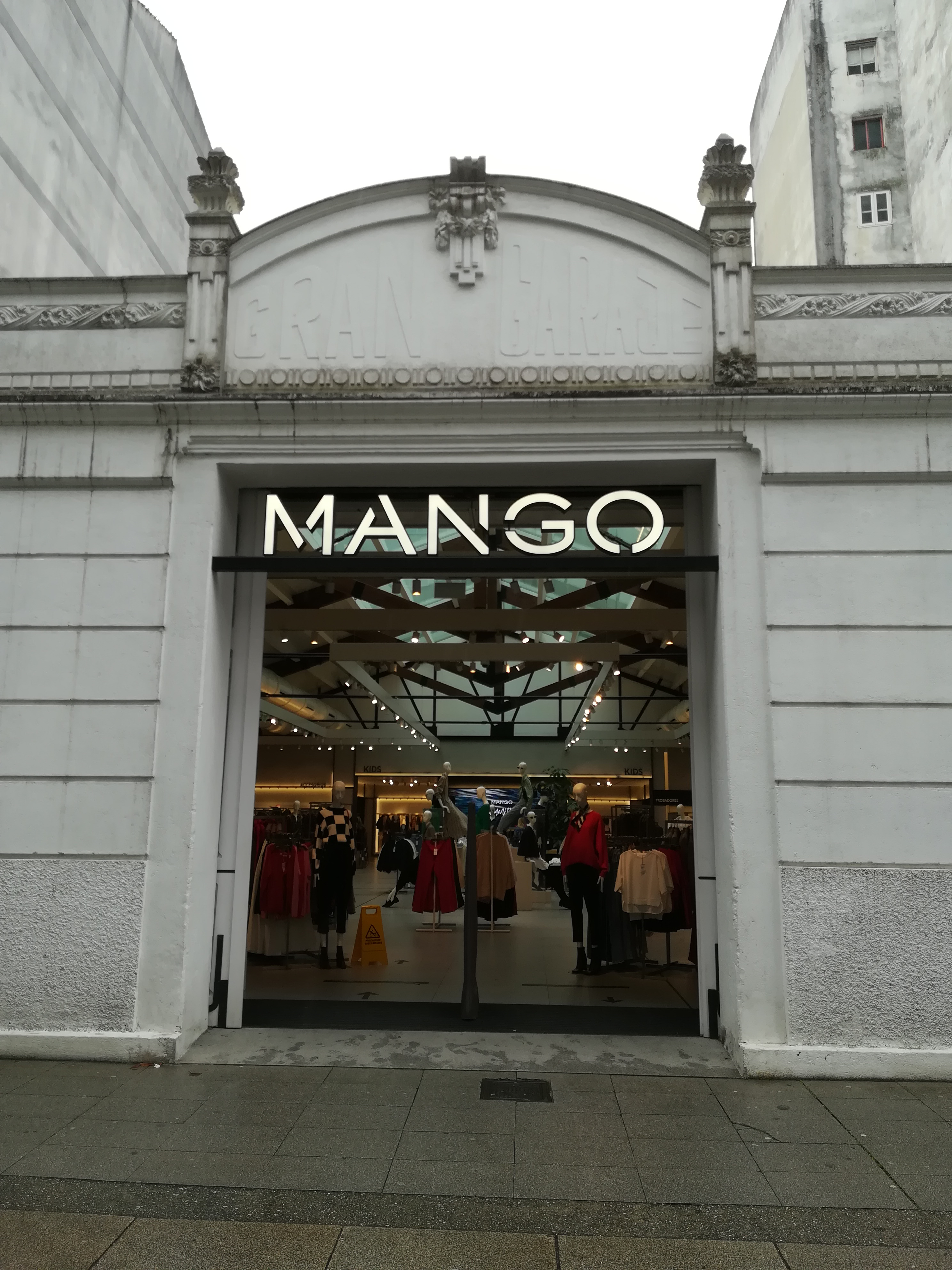
Entrée
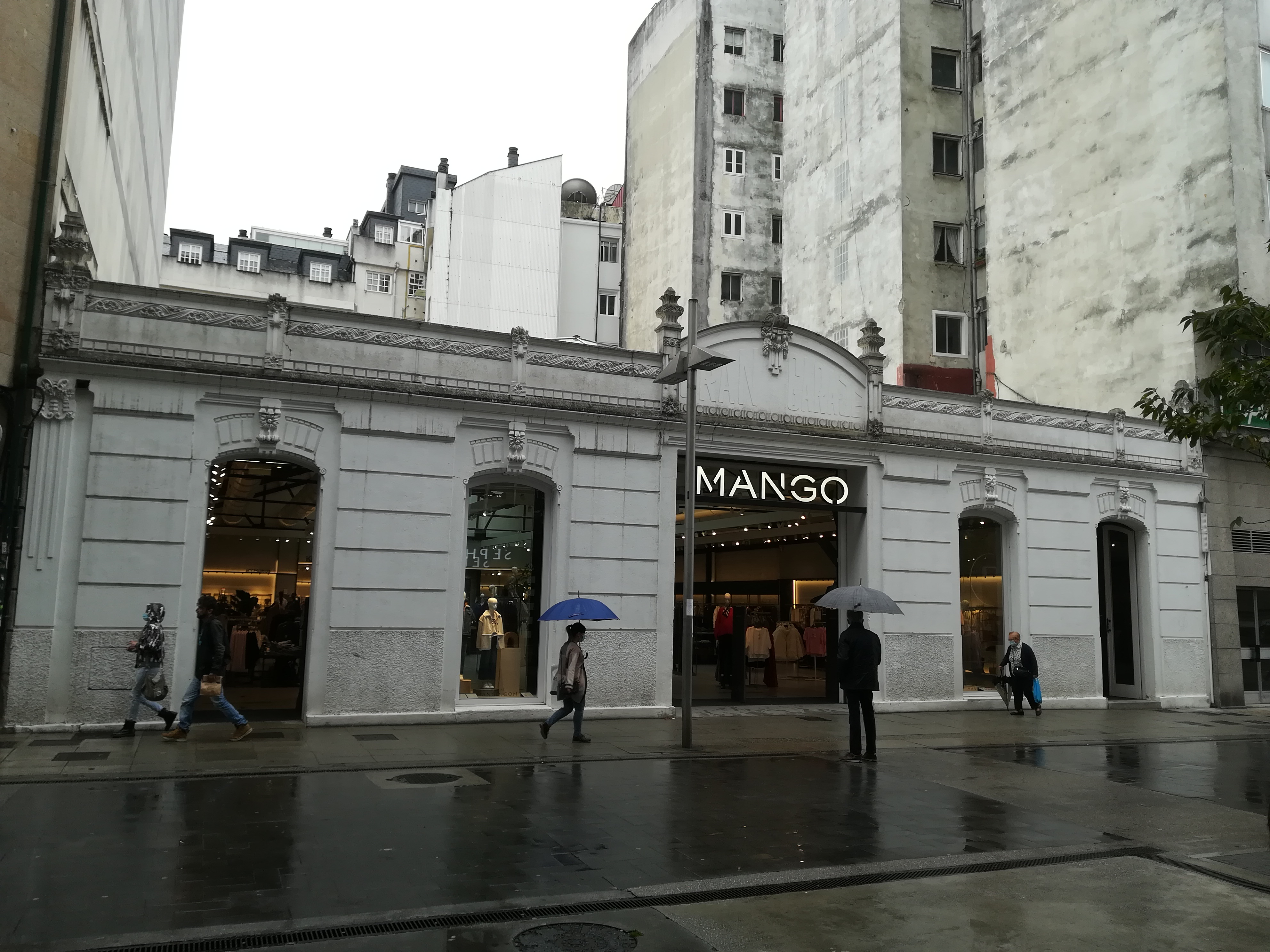
Façade et magasin Mango
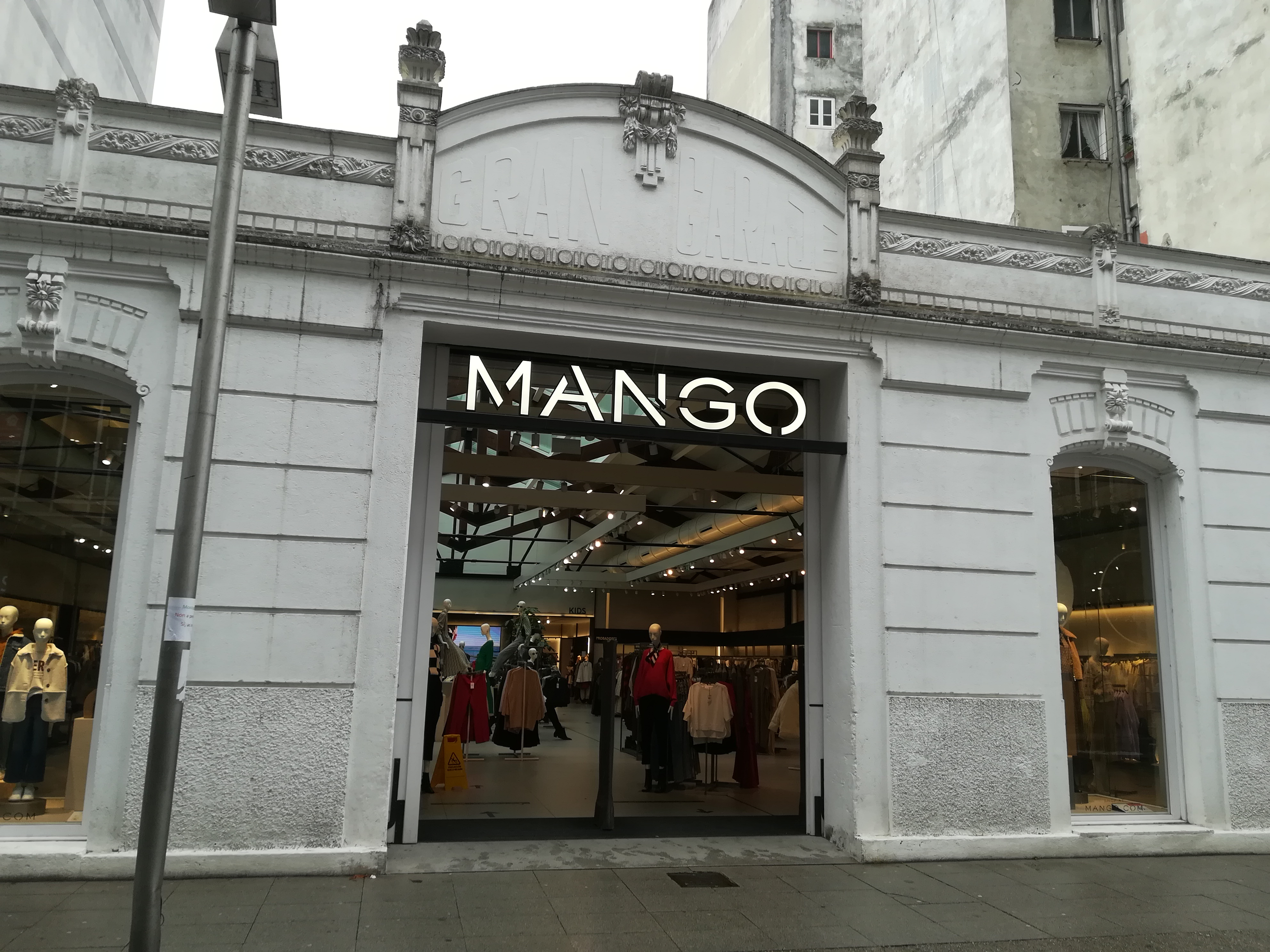
Section centrale
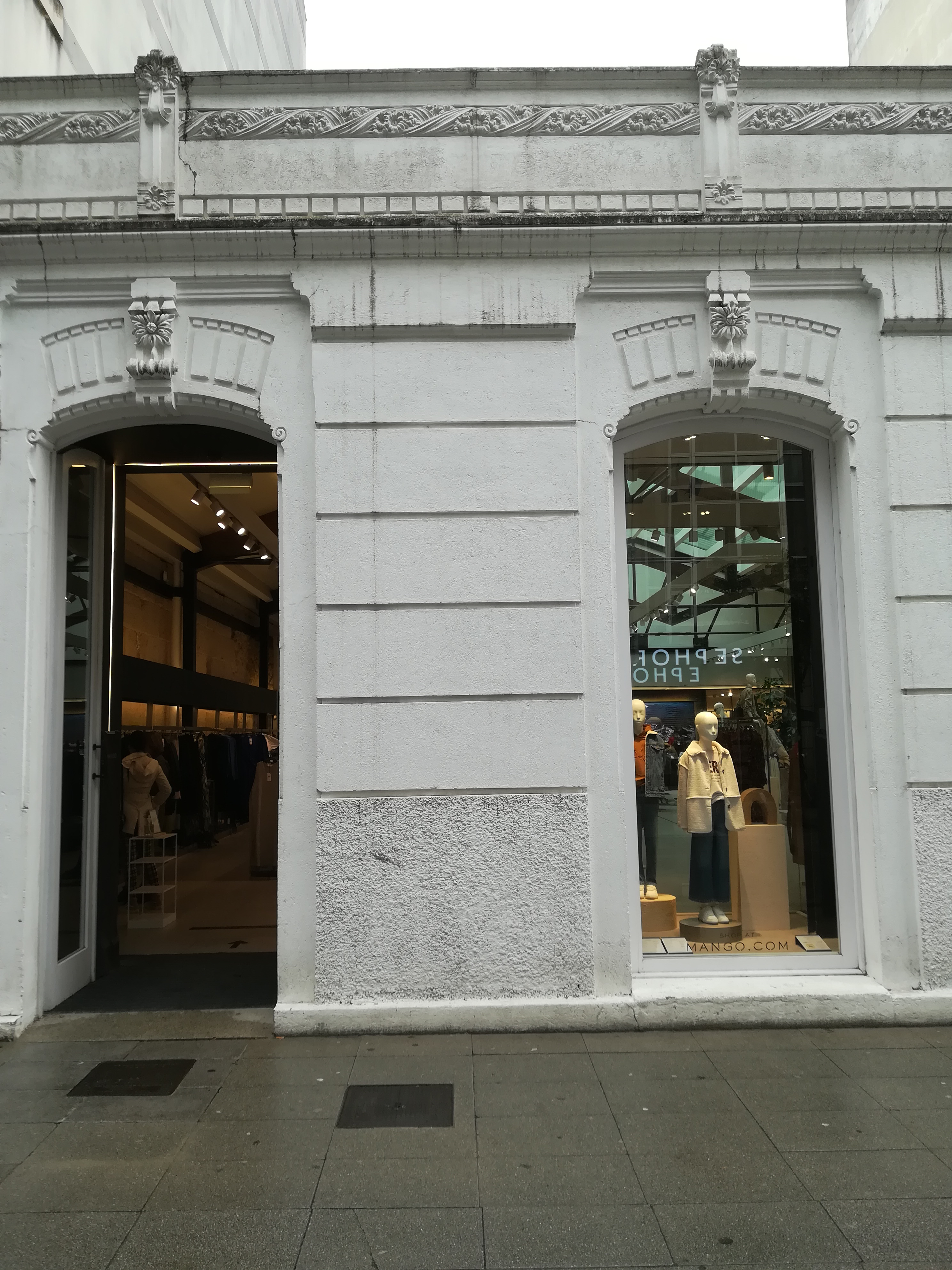
Portes latérales gauches
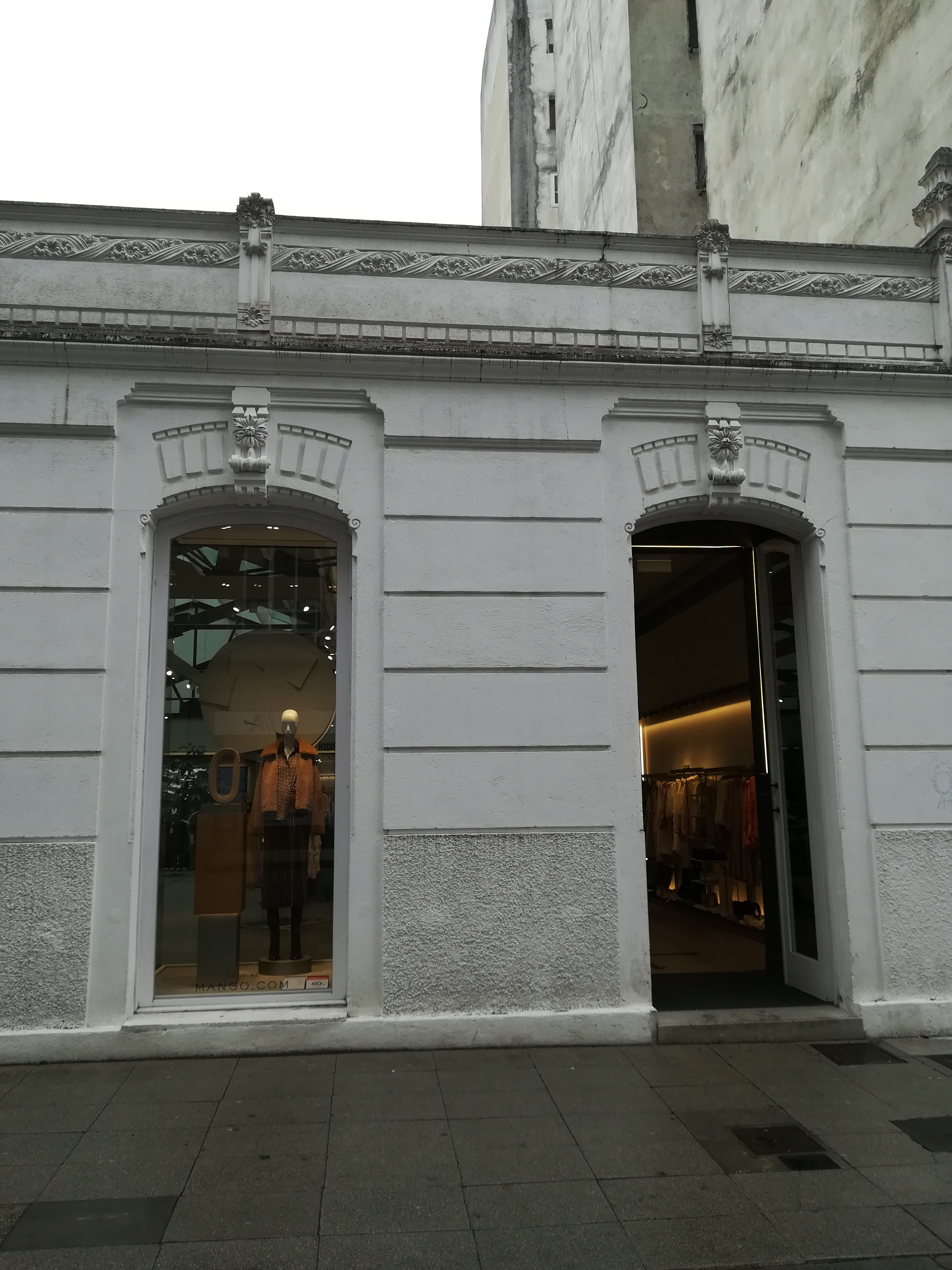
Portes latérales droites
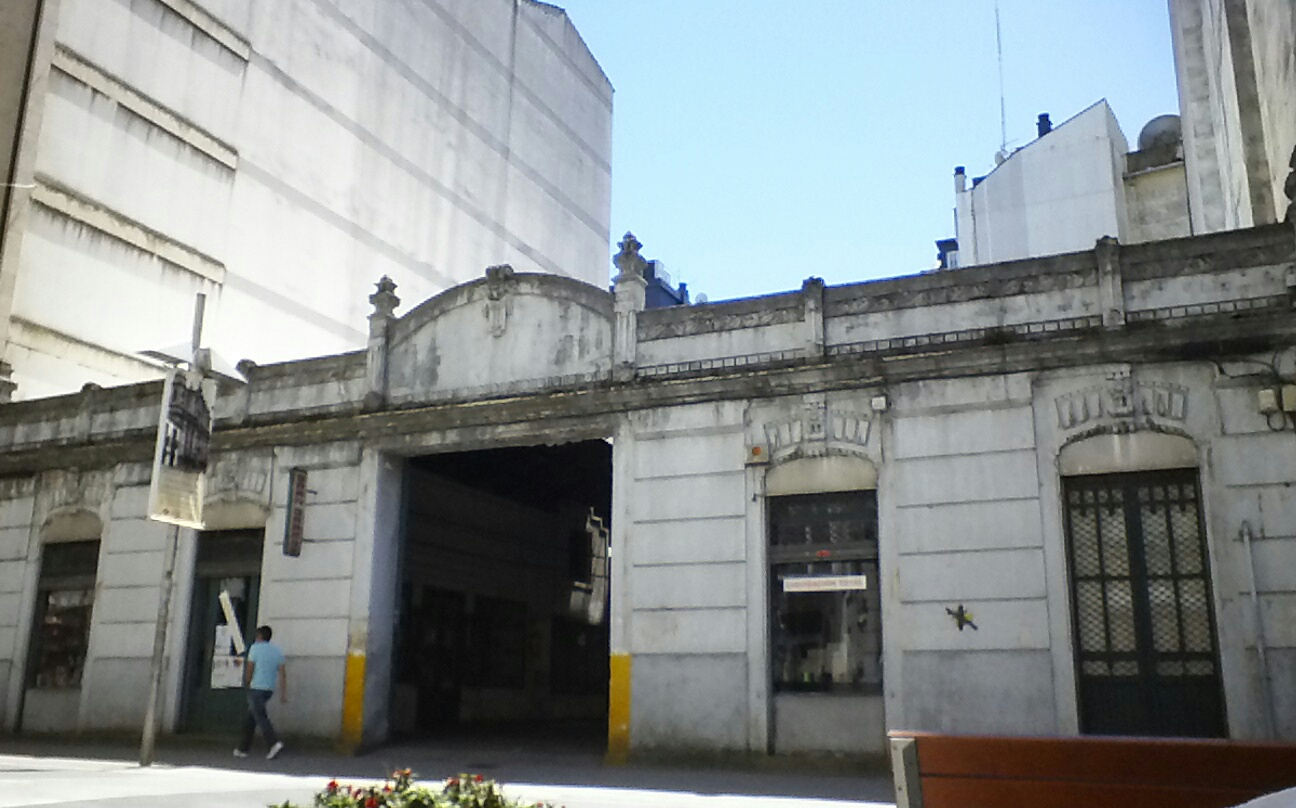
Le Gran Garaje en 2014 avant sa rénovation.

## Voir également

### Autres articles
- Rue Benito Corbal
- Poste centrale de Pontevedra
- Café Moderno (Pontevedra)
- Lycée Valle-Inclán